# Gospel Oak
Gospel Oak is een wijk in het Londense bestuurlijke gebied Camden, in de regio Groot-Londen.